# Tănăsoaia
Tănăsoaia è un comune della Romania di 2 257 abitanti, ubicato nel distretto di Vrancea, nella regione storica della Moldavia.
Il comune è formato dall'unione di 10 villaggi: Călimăneasa, Costișa, Costișa de Sus, Covrag, Feldioara, Galbeni, Nănești, Tănăsoaia, Vladnicu de Jos, Vladnicu de Sus.